# 4-й Крошенський провулок (Житомир)
4-й Крошенський провулок — провулок у Богунському районі міста Житомира.

## Розташування, забудова, історичні відомості
Провулок розташований в місцевості Сінний Ринок. Бере початок з вулиці Князів Острозьких, прямує у західному напрямі та повертаючи на північ, завершується з'єднанням з 1-м Капітульним провулком.  
Провулок на плані має Г-подібну форму. Протяжність провулку 300 м.  

Забудова — садибна житлова. Провулок та його забудова сформувалися протягом 1950-х — 1960-х років. Назву отримав у 1958 році. Назва провулку є похідною від старої назви вулиці, з якої він розпочинається — вулиці Крошенської (нині Князів Острозьких). 